# Naja ashei
Naja ashei (лат.) — ядовитая змея из семейства аспидов, рода настоящих кобр. Обитает на востоке и северо-востоке Африки. Особи данного вида являются самыми крупными среди плюющихся кобр, рекордная зафиксированная длина одной особи составляет 274,3 сантиметра.

## Описание
Ранее, этот вид считался разновидностью окраски черношеей кобры. Однако, анализ последовательности митохондриальных ДНК показал больше сходств с мозамбикской коброй, нежели с черношеей. Нововыявленный в 2007 году вид отличался от остальных африканских плюющихся кобр уникальной кладой гаплотипов, сочетаниями цветового узора, и строением чешуи.

## Этимология
Научное название змеи, Naja ashei, было дано в честь уроженца Великобритании, кенийского герпетолога Джеймса Эша (1925—2004).

## Среда обитания
Местами распространения Naja ashei являются сухие низины в северной и восточной Кении, юг Сомали, юго-восток Эфиопии, северо-восток Уганды и Танзании.

## Яд
Яд змеи схож по составу с ядами других плюющихся кобр, обитающих в этой местности, и состоит из постсинаптических нейротоксинов и цитотоксинов. Тем не менее, Naja ashei способна выделять гораздо больший объём яда — 6,2 мл за одно доение, из которых 3 мг составляют токсины. Этого достаточно, чтобы убить от 15 до 20 человек за один укус.